# Чворович, Александра
Александра Чворович (серб. Александра Чворовић; род. 10 февраля 1976, Баня-Лука) — писательница, журналист и библиотекарь из Боснии и Герцеговины. Ее работы были переведены с сербохорватского на несколько других языков.

### Биография
Чворович родилась 10 февраля 1976 года в Баня-Луке, Босния и Герцеговина (тогда часть Югославии). Она изучала литературу в университете Баня-Луки и получила степень магистра в области библиотечного дела в университете Белграда.

## Карьера
Чворович опубликовала стихи, рассказы и детские книги, в том числе «Волшебная роза» и «Преодоление». Она также была включена в такие антологии, как «Рукописи Баня-Луки» и «Антология сербской поэзии». Ее работы были переведены на английский, немецкий, польский, датский, словенский и венгерский языки. Кроме того, она работала журналистом, эссеистом и главным редактором таких литературных журналов, как «Путеви», «Кнежевник», «Диван» и «Альбом».
Будучи детским писателем, она посещала детские сады в Баня-Луке, чтобы познакомить дошкольников с литературой. По словам Чворович, такие визиты важны, потому что они обычно являются первой встречей ребенка с писателем. Она также является автором нескольких научных работ по детской литературе.
В дополнение к своей литературной карьере Чворович работала координатором детской библиотеки, проводя семинары по творческому письму. Она работает в Национальной и Университетской библиотеке Республики Сербской, где организует культурные и образовательные мероприятия.
Чворович принимала участие в различных литературных мероприятиях и фестивалях в Боснии и Герцеговине, Сербии, Черногории, Словении, Нидерландах и Дании. С апреля 2018 года она является членом президентства Ассоциации писателей Боснии и Герцеговины. Она также принадлежит к Ассоциации писателей Республики Сербской.

## Награды
Чворович получила премию «Люпко Рачич» на литературном собрании в Градачаце, а также награду от правительства Республики Сербской. В 2014 году она получила приз «Станко Ракита» за книгу «Волшебная роза» от филиала «Баня-Лука» Ассоциации писателей Республики Сербской. В том же году она получила награду «Слово подгрмеча» за книгу поэзии «Преодоление».